# Parafia Trójcy Przenajświętszej w Popkowicach
Parafia Trójcy Przenajświętszej w Popkowicach – parafia rzymskokatolicka, znajdująca się w archidiecezji lubelskiej, w dekanacie Urzędów. 
Według stanu na miesiąc luty 2017 liczba wiernych w parafii wynosiła 3142 osób.